# Hampden megye (Massachusetts)
Hampden megye az Amerikai Egyesült Államokban, azon belül Massachusetts államban található. Megyeszékhelye és legnagyobb városa Springfield. Lakosainak száma 465 825 fő (2020. április 1.). Hampden megye Hampshire, Worcester, Tolland, Hartford, Litchfield, Berkshire, Capitol Planning Region, Northeastern Connecticut Planning Region és Northwest Hills Planning Region megyékkel határos.

## Népesség
A megye népességének változása:
| Lakosok száma | 464 005 | 465 622 | 465 997 | 467 319 | 470 690 | 465 825 |
|               | 2010    | 2011    | 2012    | 2013    | 2015    | 2020    |